# Gradella
Gradella (anticamente Gardella) è una frazione del comune italiano di Pandino, in provincia di Cremona facente parte dell'associazione de I borghi più belli d'Italia.

## Storia
Le origini di Gradella risalgono al periodo alto medioevale (probabilmente tra l'VIII e il IX secolo) e doveva trattarsi di un presidio longobardo munito di un castello probabilmente abbattuto nel XIII secolo. Gardella, sembra, infatti, riferirsi a un posto di guardia, forse un castrum fortificato.
Il primo riferimento scritto in cui compare il nome di Gradella è, tuttavia, del 1186 quando Federico Barbarossa concede a Milano vari possedimenti, tra i quali figurano Gradella, Pandino, Agnadello e Rivolta.
Successivamente, con il trattato di pace tra Lodi e Milano del 1198, i milanesi consegnano ai lodigiani le giurisdizioni civili e criminali sulla circoscrizione ecclesiastica di Lodi, che comprendeva anche Gradella che passerà sotto il controllo della Diocesi di Lodi.
Nel 1442 la metà lodigiana del territorio di Gradella (Gradella Inferiore) entrerà a far parte, con Spino d'Adda e Nosadello, di un feudo concesso alla famiglia milanese dei Landriani. L'altra metà, (Gradella Superiore), rientra nel territorio del Ducato di Milano e farà parte del Feudo di Pandino, che passa nelle mani delle famiglie Visconti, Sforza, Sanseverino, Duarte, e infine alla famiglia dei marchesi d'Adda
A partire dal 1558 Onofrio Maggi, membro di una nobile famiglia bresciana, ma residente a Milano dove svolgeva il ruolo di cancelliere e capitano di giustizia, iniziò ad acquistare terreni nella zona di Gardella.
Nel 1692 Il marchese d'Adda e il signor Capra (la cui famiglia aveva rilevato il feudo di Spino d'Adda, Gradella e Nosadello nel 1637) rimettono i loro possedimenti in Gradella Superiore e Inferiore alla Regia Camera Ducale di Milano.
Il 24 aprile di quello stesso anno, essendo la famiglia Maggi divenuta oramai proprietaria del borgo (a quell'epoca abitato da 49 famiglie), dove aveva fatto erigere la villa padronale, e dei terreni circostanti, Girolamo, discendente, di Onofrio, ottenne l'investitura da parte del re Carlo II di Spagna (sotto la cui giurisdizione ricadeva anche il Ducato di Milano) del Feudo di Gradella con il relativo titolo di conte.
Nel 1705 la località fu saccheggiata e gravemente danneggiata dalle truppe francesi che si opponevano agli austriaci guidati dal principe Eugenio di Savoia nell'ambito della Guerra di successione spagnola, per cui è a dopo questa data che risale l'impianto urbanistico attuale.
A seguito di tale conflitto, il Ducato di Milano diverrà dominio austriaco e, in base alla compartimentazione della Lombardia austriaca, Gradella diverrà un comune appartenente alla provincia di Lodi.
Nel 1796 il borgo sarà testimone del passaggio di Napoleone Bonaparte, allora generale della Prima Repubblica Francese, che qui si riposò prima della battaglia di Lodi combattuta contro gli austriaci.
In età napoleonica (1809-16) Gradella fu frazione di Pandino, recuperando l'autonomia con la costituzione del regno Lombardo-Veneto.
All'Unità d'Italia (1861) il paese contava 359 abitanti. Nel 1868 Gradella, assieme a Nosadello, fu aggregata al territorio del Comune di Pandino.
Negli anni trenta la proprietà di Gradella passo al conte Aymo Maggi, celebre per essere stato uno dei creatori e organizzatori della Mille Miglia, il quale dedicò molte attenzioni al borgo e ai suoi abitanti facendo costruire le scuole, l'asilo, l'acquedotto, i bagni pubblici e il campo sportivo.
Durante il Secondo conflitto mondiale il borgo fu in parte utilizzato come campo di detenzioni per soldati inglesi e del Commonwealth che venivano impegnati nella lavorazione dei campi.
Nel 1944 la villa padronale venne requisita dal comando germanico di Cremona e utilizzata per un certo periodo come quartier generale dal Generale Graziani, comandante delle forze armate della Repubblica Sociale Italiana, che vi s'incontrò con Mussolini, e il Feldmaresciallo Kesselring.
Nel 1982 la contessa Camilla Martinoni Caleppio, vedova del conte Aymo Maggi, cedeva tutte le proprietà possedute a Gradella, cessando così la secolare presenza della nobile famiglia nel borgo.
Nella proprietà subentrò, supportato dal sistema bancario, l'architetto piemontese Simone Appendino che prevedeva di fare di Gradella un circolo golfistico.
Non essendo tale progetto andato in porto, buona parte della proprietà, inclusa la villa padronale, fu in seguito acquisita a metà degli anni ottanta dall'ingegner Bruno Beccaria, Cavaliere del Lavoro e imprenditore bresciano ex amministratore delegato dell'IVECO e a quel tempo Presidente del Gruppo Necchi di Pavia.
La nuova proprietà mantenne l'originaria impostazione agraria del borgo che implementò con nuovi investimenti volti al miglioramento e all'ampliamento dei fabbricati rurali in uso e alla conversione di quelli dismessi per uso residenziale nel rispetto della secolare fisionomia del borgo.
Tale sforzo sarà premiato nel 2005 con l'inclusione di Gradella nell'associazione de I borghi più belli d'Italia.

## Impianto urbanistico
L'impianto urbanistico di base di Gardella è riconducibile ai primi anni del secolo XVIII, quando si dovette intervenire a seguito delle devastazioni provocate dal saccheggio dell'esercito francese nel 1705.
Nel corso dei secoli lo stesso subì, tuttavia, numerosi interventi di ampliamento e modifica.
L'attuale piazza di Gradella era, nel 1740, occupata dal cimitero parrocchiale. Il suo confine era oggetto di parecchie controversie fra i parroci gradellesi ed i conti Maggi, che si contendevano il possesso.
Nel mezzo della piazza vi erano due abitazioni proprietà dei conti Maggi, in queste abitazioni vivevano i lavoratori dei conti e potevano utilizzare lo spazio antistante le case per varie attività.
Vicino a queste abitazioni sorgevano degli orti, uno di questi orti confinava con il retro della chiesa del paese e col coro. In quest'orto vi era stata scavata una buca per il letame e questo, insieme all'umidità, danneggiò la chiesa e spinse i parroci a lottare per la chiusura della Chiesa.
Nel 1861 il cimitero fu trasferito al di fuori dell'abitato di fronte alla cappella che ricorda il luogo in cui era stato collocato l'antico lazzareto sorto nel periodo delle peste del 1630 e nel 1865 la famiglia Maggi promosse la costruzione della nuova chiesa, dedicata alla Santissima Trinità e a San Bassiano, in sostituzione di quella preesistente di origine medioevale.
Quando nel 1934 si ebbe la necessità di sostituire le piante che fungevano da confine sulla strada comunale, il parroco del paese chiese di riunire il Consiglio di Fabbriceria per proporre di ricordare i caduti in guerra inserendo un'aiuola tra la strada e la piazza della chiesa. Il consiglio di Fabbriceria acconsentì e anche il Comune di Pandino, così sorse il Viale dei Caduti sul piazzale della chiesa.

## Monumenti e luoghi d'interesse

### Architetture religiose

#### La chiesa della SS. Trinità e di San Bassiano
La chiesa parrocchiale della Santissima Trinità e San Bassiano, è un edificio religioso ricostruito a partire dal 1895.
Nello svolgersi di parecchi secoli, al cambiare della situazione demografica, la piccola chiesa supplì ai bisogni spirituali della gente, Svolse la sua funzione fino al 1895. Sorgeva nello stesso luogo occupato da quella attuale, ma disposta sull'asse est-ovest. Sul lato sud, vi erano il cortile e la casa prepositurale, mentre a nord confinava col cimitero. L'ingresso principale era raggiungibile attraverso la corte prepositurale, o dalla strada maestra, passando per il cimitero. Esso era coperto da un pronao, sostenuto da due colonne. Si pensa che la chiesa possa avere subito, durante i secoli precedenti, parecchi interventi per ripararla dal naturale logoramento dei materiali, non escludendo la possibilità di possibili aggiunte architettoniche. Successivamente furono avviate numerose opere di restaurazione della chiesa. Più volte deve essersi prospettato il problema di un ampliamento, dato lo spazio angusto e la misera condizione del locale. Il prevosto Stefano Mella fece le pratiche per un ampliamento con prolungamento, per fare il quale era necessario occupare parte dello spazio di proprietà della famiglia Maggi. Ma il Conte Onofrio non ritenne opportuno concedere l'area necessaria per il prolungamento.
Il progetto, accantonato, venne ripreso dopo una decina di anni dal parroco Fontanella. Un'altra persona che amava molto Gradella, il vescovo Rota, condivise con il parroco del paese l'idea di edificare una nuova chiesa parrocchiale in luogo della piccola e ormai fatiscente. Successivamente si diede inizio ai lavori di costruzione, che proseguirono con un ritmo incessante, per cui il 19 ottobre del 1896, monsignor Rota consacrò il nuovo edificio.
Esso fu affrescato nel 1919 dal pittore Luigi Morgari che dipinse un ciclo dedicato a San Bassiano, il primo vescovo della diocesi laudense, alcune formelle di santi ed evangelisti e le due cappelle laterali, una dedicata a Sant'Eurosia e l'altra alla Madonna del Rosario

### Architetture civili
- Villa Maggi, edificio sviluppato nel XVII secolo su di un fabbricato preesistente del XVI secolo che subì ulteriori modifiche nei secoli successivi e oggi è inserito in un vasto parco.
- Il borgo, dall'aspetto rurale preservato, con gli edifici dal caratteristico colore giallo con profili in mattoni rossi, posti attorno a cortili intercomunicanti.